# NXT UK TakeOver: Blackpool II
NXT UK TakeOver: Blackpool II là một buổi biểu diễn sự kiện đấu vật chuyên nghiệp và sự kiện WWE Network được tổ chức bởi WWE dành riêng cho thương hiệu NXT UK. Nó được tổ chức vào ngày 12 tháng 1 năm 2020 tại Empress Ballroom ở Blackpool, Lancashire, Anh và sẽ được phát trực tiếp trên WWE Network. Nó là sự kiện thứ ba được tổ chức theo niên đại NXT UK TakeOver.
Năm trận đấu đã được diễn ra trong sự kiện. Ở sự kiện chính, Walter đánh bại Joe Coffey bằng đòn khóa để vẫn giữ đai WWE United Kingdom Championship. Một trận đấu khác trong đó Gallus (Mark Coffey và Wolfgang) đánh bại Imperium (Fabian Aichner và Marcel Barthel và Grizzled Young Veterans (Zack Gibson và James Drake), và Mark Andrews và Flash Morgan Webster trong trận đấu bốn bên đồng đội trận đấu thang để vẫn giữ đai NXT UK Tag Team Championship, và Kay Lee Ray vẫn giữ đai NXT UK Women's Championship bằng cách đánh bại Toni Storm và Piper Niven trong trận đấu ba bên.

## Sản xuất

### Bối cảnh
NXT TakeOver là một loạt buổi biểu diễn đấu vật chuyên nghiệp bắt đầu vào ngày 29 tháng 5 năm 2014 khi thương hiệu thứ ba của WWE NXT tổ chức lần thứ hai trực tiếp đặc biệt của họ trên WWE Network. Thương hiệu NXT UK ra mắt vào tháng 8 năm 2018 và sau đó đã được nhận làm chị em của thương hiệu TakeOver đặc biệt, bắt đầu với NXT UK TakeOver: Blackpool vào năm 2019. Vào ngày 16 tháng 11 năm 2019, trên WWE.com đã công bố sẽ diễn ra một lần nữa tại Blackpool.

### Cốt truyện
Các trận đấu bắt nguồn từ các cốt truyện kịch bản, trong đó các đô vật thể hiện nhân vật chính diện, nhân vật phản diện hoặc nhân vật ít phân biệt hơn trong các sự kiện đã lên kịch bản gây căng thẳng và đạt đỉnh điểm là một trận đấu vật hoặc loạt trận đấu. Kết quả được xác định trước bởi các nhà viết kịch bản của WWE cho thương hiệu NXT UK, trong khi các câu chuyện được sản xuất trên các chương trình truyền hình của WWE NXT UK.
Vào ngày 7 tháng 11 tại tập phim NXT UK, trận đấu của Mark Andrews & Flash Morgan kết thúc trước sự can thiệp của Gallus và Imperium. Vào ngày 12 tháng 12 tại tập phim NXT UK, trận đấu tranh danh hiệu của Gallus trước Imperium's Marcel Barthel và Fabian Aichner kết thúc trong một cuộc thi đấu trước khi Mark Andrews, Flash Morgan Webster và Grizzled Young Veterans xảy ra cãi vã. Sau đó, Johny Saint và Sid Scala đi ra và tuyên bố rằng Gallus sẽ phải bảo vệ đai trước Mark Andrews & Flash Morgan Webster, Grizzled Young Veterans và Imperium tại NXT UK TakeOver: Blackpool II trong trận đấu thang.
Vào ngày 28 tháng 11 tại tập phim NXT UK, sau trận đấu của Piper Niven trước Jinny, Toni Storm trở lại và tấn công Kay Lee Ray. Sau đó, vào ngày 5 tháng 12 trên tập phim NXT UK, sau trận đấu của Toni Storm với Killer Kelly, Ray tấn công Storm và Niven đang đi ra và giúp nhưng Storm lại nói rằng cô ấy không cần được Niven giúp. Vào ngày 12 tháng 12 tại tập phim NXT UK, sau trận đấu của Kay Lee Ray với Isla Dawn, Ray cầm lấy mic và nói xấu về Storm và duy nhất Niven cho việc đi ra và Ray tấn công cả hai siêu sao. Như Ray đã rời đi, Sid Scala tuyên bố rằng Ray sẽ phải bảo vệ đai của cô ấy trước Storm và Niven trong trận đấu ba người tại NXT UK TakeOver: Blackpool II.

## Sự kiện
| Vai trò:                        | Tên:              |
| ------------------------------- | ----------------- |
| Bình luận viên                  | Tom Phillips      |
| Bình luận viên                  | Nigel McGuinness  |
| Thông báo viên sàn đấu          | Andy Shepherd     |
| Trọng tài                       | Joel Allen        |
| Trọng tài                       | Chris Sharpe      |
| Trọng tài                       | Chris Roberts     |
| Trọng tài                       | Tom Scarborought  |
| Người phỏng vấn                 | Radzi Chiyanganya |
| Bảng điều khiển trước buổi diễn | Andy Shepherd     |
| Bảng điều khiển trước buổi diễn | Tom Philips       |
| Bảng điều khiển trước buổi diễn | William Regal     |

### Các trận đấu sơ bộ
Trong trận đấu đầu tiên, Trent Seven đối mặt Eddie Dennis. Dennis tung Neck Stop Driver vào Seven để giành chiến thắng.
Tiếp theo, Kay Lee Ray phải bảo vệ đai NXT UK Women's Championship trước Toni Storm và Piper Niven. Storm tung Frog Splash vào Niven nhưng Ray đã nhanh chóng tung Superkick vào Storm. Ray đè đếm Niven để bảo toàn danh hiệu.
Sau đó, Tyler Bate đối đầu Jordan Devlin. Bate tung Corkscrew Senton Bomb vào Devlin để giành chiến thắng.
Cuối cùng, Gaullus (Mark Coffey và Wolfgang) bảo vệ đai NXT UK Tag Team Championship trước Grizzled Young Veterans (Zack Gibson và Jame Drake), và Mark Andrews và Flash Morgan Webster và Imperium (Fabian Aichner và Marcel Barthel) trong trận đấu Thang. Coffey và Wolfgang lấy lại đai để giữ danh hiệu.

### Sự kiện chính
Trong sự kiện chính, Walter bảo vệ đai WWE United Kingdom trước Joe Coffey. Walter tung Running Front Dropkick vào trọng tài. Coffey tung Powerboom vào Walter. Alexander Wolfer can thiệp và tung đòn Bicycle vào Coffey. Ilja Dragunov xuất hiện và tung Torpedo Moscow vào Wolfe. Walter tung Clothesline vào Dragunov. Walter đã ném Coffey vào trong các bước thép và tung Powerbomb vào tạp dề vào Coffey. Walter tung Short-Arm Clothesline vào Coffey cho một mùa thu gần. Coffey tung Discus Clothesline vào Walter cho một mùa thu gần. Walter tung Sleeper Suplex và hai đòn Powerbomb vào Coffey. Walter sau đó ép Coffey vào đòn khóa Side Headlock để bảo toàn danh hiệu.
Sau trận đấu, The Undisputed Era (NXT Champion Adam Cole, NXT Tag Team Champion Bobby Fish và Kyle O'Reilly và NXT North American Champion Roderick Strong) tấn công Imperium. Strong biểu diễn đòn Jumping High Knee vào Walter và Cole tung Superkick vào Walter. Fish và O'Reilly tung Total Elimination vào Walter. Cole tung Lash Shot vào Walter.

## Kết quả
| #                                           | Kết quả | Thể loại                                                             | Thời gian |
| ------------------------------------------- | --- | -------------------------------------------------------------------- | --------- |
| 1                                           | Joseph Conners đánh bại A-Kid | Trận đấu đơn                                                         | N/A       |
| 2                                           | Dave Mastiff đánh bại Kassius Ohno | Trận đấu đơn                                                         | N/A       |
| 3                                           | Eddie Dennis đánh bại Trent Sevent | Trận đấu đơn                                                         | 8:15      |
| 4                                           | Kay Lee Ray (c) đánh bại Toni Storm và Piper Niven | Trận đấu ba bên cho đai NXT UK Women's Championship                  | 13:10     |
| 5                                           | Tyler Bate đánh bại Jordan Devlin | Trận đấu đơn                                                         | 22:25     |
| 6                                           | Gallus (Mark Coffey và Wolfgang) (c) đánh bại Imperium (Fabian Aichner và Marcel Barthel) và Grizzled Young Veterans (Zack Gibson và James Drake), và Mark Andrews và Flash Morgan Webster | Trận đấu thang đồng đội bốn bên cho đai NXT UK Tag Team Championship | 25:00     |
| 7                                           | Walter (c) đánh bại Joe Coffey bằng đòn khóa | Trận đấu đơn cho đai WWE United Kingdom Championship                 | 27:30     |
| - (c) – chỉ người vô địch bước vào trận đấu | |                                                                      |           |